# Tokmak
Tokmak (ukrainsk: Токмак, ukrainsk udtale: [tokˈmɑk], tr. Tokmak) er en by i det sydøstlige Ukraine. Byen har 29.573 (2022) indbyggere.
Tokmak ligger ved floden Tokmak, en biflod til floden Molotjna, der munder ud i Det Azovske Hav. Den blev grundlagt i 1784  og fik status af by i 1938. Tokmak ligger i Polohy rajon (distrikt) i Zaporizjzja oblast (provins) i det sydøstlige Ukraine. Byen ligger 98 km sydøst for oblastens hovedby Zaporizjzja. Før den administrative reform i Ukraine i 2020 fungerede den som administrativt centrum for Tokmak rajon (distrikt).
Tokmak har en stor solenergistation med en kapacitet på 50 MW.
Som følge af Ruslands invasion af Ukraine 2022 har byen været besat af Rusland siden 7. marts 2022.

## Historie
Byen blev grundlagt i 1784  under navnet Velykyj Tokmak (ukrainsk: Великий Токмак). Navnet Tokmak stammer fra tatarisk og refererer til de heste, der blev græsset ved floden på tidspunktet for dens grundlæggelse. Den bar dette navn indtil 1962.
Den fik status af by i 1938.

### Den russisk-ukrainske krig
|  | Dette afsnit beskriver en aktuel begivenhed Informationerne kan blive ændret hurtigt, som begivenheden skrider frem. |

Den 7. marts 2022 blev Tokmak erobret af russiske styrker under Ruslands invasion af Ukraine. Borgerne gik gentagne gange til demonstrationer mod det russiske militærs besættelse.
Byens borgmester siden 2009, Ihor Kotelevskyj, nægtede at samarbejde med russerne, der angreb Ukraine. Den 7. maj blev det kendt, at han var død.

## Galleri
- Ruiner af mølle i Tokmak
- Dieselmotor monument
- Mindesmærke for 2. verdenskrig i Tokmak
- Markedsgade Tokmak
- Sankt Sergius af Radonezh kirke
- Tidligere bankbygning
- Kristi Himmelfarts Kirke
- Tokmak busstation